# Айрапетян, Ваагн Карапетович
Ва́агн Карапе́тович Айрапетя́н (арм. Վահագն Կարապետի Հայրապետյան; род. 30 августа 1968, Ереван, Армянская ССР) — армянский музыкант, композитор и пианист, джазмен. Заслуженный деятель искусств Республики Армения (2008). Музыкальный руководитель авангард-фолк-клуба «Катунер».

## Биография
Ваагн Айрапетян родился 30 августа 1968 года в семье скрипача Карапета (Каро) Айрапетяна. Начал заниматься музыкой в возрасте 11 лет. Окончил музыкальную школу им. П. И. Чайковского и композиторское отделение Ереванской Государственной Консерватории. Увлекшись джазом, учился у известного американского бибоп-пианиста Барри Харриса. Выступал с такими джазменами как Игорь Бутман, Даниил Крамер, Элвин Джонс, Барри Харрис.
Многократно участвовал в международных джазовых фестивалях, в 1989 году выиграл гран-при Вильнюсского джазового фестиваля.
С 1998 года является пианистом группы Armenian Navy Band, с 2004 года также руководит джаз-рок-септетом «Катунер».
Гран-при, 2008 год: выступление В. Айрапетяна и группы «Катунер» на конкурсе «Усадьба Джаз» в подмосковном Архангельском.
Айрапетян написал музыку к фильму «Запутанные параллели». В 2011 году записал свой первый сольный джазовый диск Singin′& Swingin.

## Семья
- Отец: Карапет Айрапетян, скрипач;
- Мать: Алиса Адамян, скрипачка, педагог;
- Сестра: Арев Петросян, художник-дизайнер, заслуженная артистка РА;
- Брат: Арег Петросян, скульптор.